# Cecidomyia maxima
Cecidomyia maxima är en tvåvingeart som först beskrevs av Roser 1840.  Cecidomyia maxima ingår i släktet Cecidomyia och familjen gallmyggor.
Artens utbredningsområde är Tyskland. Inga underarter finns listade i Catalogue of Life.